# Hans Stam (sporter)
Hans Stam (Cheribon, 2 april 1919 - Den Haag 25 april 1996) was een Nederlandse waterpolospeler.
Hans Stam als waterpoloër deel aan de Olympische Spelen van 1948. Hij eindigde hiermee met het Nederlands team op een derde plaats. Hij speelde tijdens het toernooi vijf wedstrijden. In de competitie speelde Stam voor AZC uit Alphen aan den Rijn.
Cor Braasem · 
Joop Cabout · 
Ruud van Feggelen · 
Henny Keetelaar · 
Nijs Korevaar · 
Joop Rohner · 
Frits Ruimschotel · 
Piet Salomons · 
Frits Smol · 
Hans Stam